# 007 Legends
007 Legends é um jogo de tiro em primeira pessoa estrelado pelo personagem James Bond, desenvolvido pela Eurocom e lançado pela Activision em 2012, tornando-o o quarto lançamento da franquia pela empresa. O jogo está disponível para Microsoft Windows, Xbox 360, Wii U e PlayStation 3.
A versão para o Wii U foi lançada em algumas partes da Europa em 6 de dezembro de 2012, mas o lançamento do jogo no Reino Unido foi adiado várias vezes, chegando a ser cancelado na Austrália.
O jogo celebra os 50 anos dos filmes do James Bond. Assim, o jogador realizará missões de seis filmes, um de cada ator que já encarnou o agente: Goldfinger (Sean Connery), On Her Majesty's Secret Service (George Lazenby), Moonraker (Roger Moore), Licence to Kill (Timothy Dalton) e Die Another Day (Pierce Brosnan). Skyfall, da era Daniel Craig, está disponível como download para Xbox 360, PS3 e PC, sendo o Wii U o único a conter as missões já no disco. Alguns dos personagens foram recriados com a voz e a aparência de seus atores originais, à exceção de M, Tanner e James Bond, que foram interpretados por Judi Dench, Rory Kinnear e Daniel Craig, respectivamente, mesmo em missões de filmes onde eles não apareceram originalmente. Contudo, M e Tanner não aparecem fisicamente no jogo, apenas suas vozes são ouvidas no decorrer das missões, e James Bond foi dublado por Timothy Watson.

## Jogabilidade
Assim como os jogos mais recentes do 007, 007 Legends traz uma forma diferente de perda e recuperação de energia, se comparada com os mais antigos. Conforme Bond é atingido por tiros, coronhadas ou explosões, manchas de sangue vão surgindo na tela e as batidas do coração vão acelerando, até que ele morra, caso o jogador não se proteja em algum lugar para que a energia se recupere automaticamente. Há quatro níveis de dificuldade. No primeiro, a energia se esvai lentamente e se recupera rapidamente, enquanto que no terceiro, ocorre o inverso (como nos jogos mais recentes). Já no último nível, chamado 007 Classic, o método é o antigo: Barras de energia são esvaziadas conforme Bond sofre danos e são recuperadas com coletes espalhados pelas fases.
Assim como seu antecessor, GoldenEye, o jogo é totalmente em primeira pessoa (inclusive na grande maioria das cutscenes), e não tem a possibilidade do jogador apertar um botão no controle e automaticamente "grudar" em uma parede ou atrás de uma mesa ou caixas para se proteger de tiros. Ao invés disso, o Bond pode apenas se agachar por trás destes objetos e ficar levemente acima deles na hora de atirar. Contudo, uma nova possibilidade permite ao jogador espiar acima da cobertura ao levantar levemente a cabeça.
Bond continua podendo levar até três armas, sendo a pistola silenciável a arma padrão. Diferente de Goldeneye e 007: Blood Stone, não são mais apenas os inimigos que podem atirar granadas. Novamente, o Smartphone de Bond é importante bugiganga, com o qual ele pode abrir portas, tirar fotos, hackear sistemas, procurar impressões digitais e baixar arquivos. Contudo, agora o jogador conta com outros equipamentos, como um relógio que dispara raios laser, mapeia inimigos e câmeras e arromba cofres e uma caneta que pode disparar dardos tranquilizantes ou atordoantes. As lutas corpo-a-corpo foram aprimoradas, permitindo ao jogador controlar os socos com os controles analógicos.
Os inimigos agora possuem inteligência artificial aprimorada, tornando-os mais investigativos. Assim como os jogos mais recentes, é possível optar entre passar pelos inimigos silenciosamente para evitar confrontos ou combatê-los diretamente.
O jogo agora permite ao jogador adquirir XP (experience points, ou pontos de experiência). Com os pontos, os jogadores podem obter novas armas e bugigangas, ou então aprimorar os já obtidos, além das habilidades físicas do agente.
Cada missão traz uma fase em que o jogador dirige algum veículo,

## Sinopse
O jogo abre com a cena de Skyfall em que James Bond briga com o assassino francês Patrice. Quando Moneypenny o acerta com um tiro de sniper, ele despenca num rio. Enquanto fica à beira da morte, ele se lembra de suas aventuras passadas - a operação Grand Slam de Goldfinger; o ataque a Piz Gloria de On Her Majesty's Secret Service, sua vingança contra o rei das drogas Franz Sanchez, de Licence to Kill, seu encontro com Gustav Graves, de Die Another Day, e  a luta final contra o plano de Hugo Drax para matar a raça humana inteira em Moonraker. Todas as missões foram atualizadas e reimaginadas de maneira que tenham ocorrido no período entre Quantum of Solace (2008) e Skyfall (2012).
Após os flashbacks, Bond acorda e descobre que ainda está vivo. Ele então rastreia e persegue Patrice até Xangai, onde ele frustra o seu plano de assassinato e o elimina.

## Elenco
Alguns personagens não foram recriados de maneira totalmente fiel aos filmes. São eles: Ernst Stavro Blofeld, Felix Leiter, Jinx e Holly Goodhead: Blofeld foi criado a partir da "fusão" dos três atores que o interpretaram (Donald Pleasence, Telly Savalas, e Charles Gray); Felix tem a aparência e a voz de Demetri Goritsas; Jinx, originalmente encarnada por Halle Berry, é baseada em Gabriela Montaraz e Goodhead é baseado em Jane Perry, em vez de Lois Chiles.
| Personagem           | Aparência         | Dublado por      |
| -------------------- | ----------------- | ---------------- |
| James Bond           | Daniel Craig      | Timothy Watson   |
| M                    |                   | Judi Dench       |
| Bill Tanner          |                   | Rory Kinnear     |
| Hugo Drax            | Michael Lonsdale  | Michael Lonsdale |
| Holly Goodhead       | Jane Perry        | Jane Perry       |
| Tracy Draco          | Diana Rigg        | Nicola Walker    |
| Pam Bouvier          | Carey Lowell      | Carey Lowell     |
| Franz Sanchez        | Robert Davi       | Rob David        |
| Dario                | Benicio del Toro  |                  |
| Ernst Stavro Blofeld |                   | Glenn Wrage      |
| Gustav Graves        | Toby Stephens     | Toby Stephens    |
| Zao                  | Rick Yune         | Jason Wong       |
| Jinx                 | Gabriela Montaraz | Madalena Alberto |
| Auric Goldfinger     | Gert Fröbe        | Timothy Watson   |
| Pussy Galore         | Honor Blackman    | Natasha Little   |
| Felix Leiter         | Demetri Goritsas  | Demetri Goritsas |
| Marc-Ange Draco      |                   | Anthony Edrige   |
| Oddjob               | Harold Sakata     |                  |
| Jaws                 | Richard Kiel      |                  |
| Eve Moneypenny       | Naomie Harris     | Naomie Harris    |
| Patrice              | Ola Rapace        |                  |